# Błonie (Skorzów)
Błonie – część wsi Skorzów w Polsce, położona w województwie świętokrzyskim, w powiecie buskim, w gminie Busko-Zdrój.
W latach 1975–1998 Błonie administracyjnie należały do województwa kieleckiego.